# Phân chia hành chính Ulan-Ude

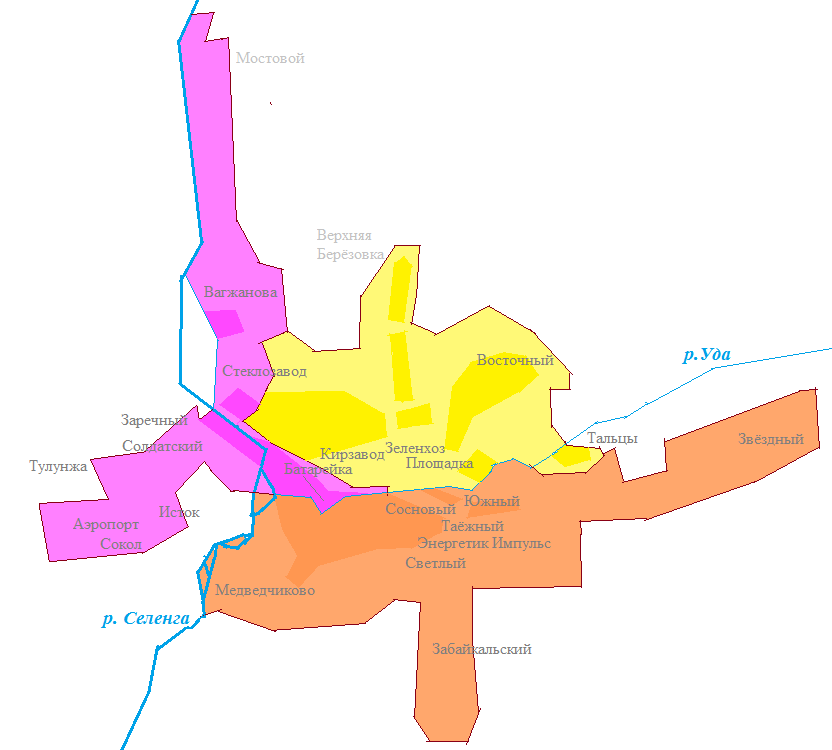
Bản đồ các quận của Ulan-Ude:
- Vàng: Đường Sắt
- Đỏ: Tháng Mười
- Hồng: Xô Viết

Thành phố Ulan-Ude - thủ đô của Cộng hòa Buryatia, được chia thành 3 quận đô thị:
- Xô Viết
- Tháng Mười
- Đường Sắt

Mỗi quận lại được chia thành các vi quận (microraion), tương đương với phường ở Việt Nam.

## Bảng số liệu
| Số | Quận       | Diện tích (km²) | Dân số (2017) |
| -- | ---------- | --------------- | ------------- |
| 1  | Xô Viết    | 91,6            | 143.715       |
| 2  | Tháng Mười | 201,25          | 197.380       |
| 3  | Đường Sắt  | 141,63          | 90.827        |